# Ostrówki (województwo lubelskie)
Ostrówki – wieś w Polsce położona w województwie lubelskim, w powiecie radzyńskim, w gminie Wohyń.
W latach 1975–1998 miejscowość położona była w województwie bialskopodlaskim.
Wieś jest sołectwem w gminie Wohyń. Według Narodowego Spisu Powszechnego z roku 2011 wieś liczyła  mieszkańców.
We wsi zabytkowy drewniany kościół rzymskokatolicki z 1743 r, siedziba parafii św. Stanisława.

## Części wsi
| SIMC    | Nazwa      | Rodzaj    |
| ------- | ---------- | --------- |
| 0022349 | Bliższa    | część wsi |
| 0022355 | Bójków     | część wsi |
| 0022361 | Dalsza     | część wsi |
| 0022378 | Dołbów     | część wsi |
| 0022384 | Dzieleńków | część wsi |
| 0022390 | Lipiec     | część wsi |
| 0022415 | Piszczyny  | część wsi |
| 0022421 | Przeciętka | część wsi |
| 0022438 | Wygon      | część wsi |

## Historia
Wieś wymieniona w roku 1546 przy okazji opisu przebiegu granic dóbr Bartłomieja Kazanowskiego właściciela Siedlanowa w kontekście przebiegu granic Korony Królestwa Polskiego i Wielkiego Księstwa Litewskiego. Ostrówki leżały wówczas po stronie Litewskiej.